# Partinello
Partinello (korziško Partinellu) je naselje in občina v francoskem departmaju Corse-du-Sud regije - otoka Korzika. Leta 1999 je naselje imelo 89 prebivalcev.

## Geografija
Kraj leži v zahodnem delu otoka Korzike nad zalivom Porto, 93 km severno od središča Ajaccia.

## Uprava
Občina Partinello skupaj s sosednjimi občinami Cargèse, Cristinacce, Évisa, Marignana, Osani, Ota, Piana in Serriera  sestavlja kanton Deux-Sevi s sedežem v Piani. Kanton je sestavni del okrožja Ajaccio.